# Diceratella psilotrichoides
Diceratella psilotrichoides là một loài thực vật có hoa trong họ Cải. Loài này được Chiov. mô tả khoa học đầu tiên năm 1929.